# Баскапе
Баскапе (итал. Bascapè) — коммуна в Италии, находится в регионе Ломбардия, в провинции Павия.
Население составляет 1743 человека (2008), плотность населения составляет 134 чел./км². Занимает площадь 13 км². Почтовый индекс — 27010. Телефонный код — 0382.
Покровителем коммуны почитается святой архангел Михаил, празднование 29 сентября.

## Демография
Динамика населения:

## Администрация коммуны
- Официальный сайт: http://www.comune.bascape.pv.it/